# ペルガのアポロニウス

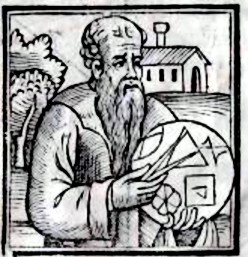
ペルガのアポロニウス

ペルガのアポロニウス（古希: Ἀπολλώνιος, 羅: Apollonius Pergaeus, 英: Apollonius of Perga、紀元前262年頃 - 紀元前190年頃）は、古代ギリシアの数学者・天文学者である。小アジアの町ペルガに生まれた。ムセイオンで教育をうけ、アレキサンドリアでプトレマイオス3世およびプトレマイオス4世の時代に活躍した。現トルコのペルガモンでしばらく暮らしたとされる。アレキサンドリアで没した。

## 業績
著書『円錐曲線』 (Κωνικά) において、円錐を頂点を通らない平面で切断した断面の図形「楕円（だえん、ellipse）」・「放物線（ほうぶつせん、parabola）」・「双曲線（そうきょくせん、hyperbola）」について詳細な研究をおこなった。「楕円」・「放物線」・「双曲線」の名称は、アポロニウスがそれぞれ「ellipsis（不足する）」・「parabole（一致する）」・「hyperbole（超越する）」と呼んだことに由来する。
また、天文学においては、離心円や従円と周転円を用いた理論に貢献したと考えられている。ただし、彼の天文学への貢献についての主な資料は、紀元2世紀、プトレマイオスは『アルマゲスト』の惑星の留(順行と逆行の切り替え)を論じる章の最初の部分での言及である。
プトレマイオスの文言を素直に受け止めるならば、『アルマゲスト』のこの部分はアポロニオスに大きく依拠している。『アルマゲスト』のこの部分では、分析を始めるにあたって、(外惑星に限定してであるが)「円の重ね合わせの順序を入れ替えても、表現される軌道は変わらない(離心円と周天円の同値性)」ことを指摘している。この円の入れ替えは、のちにコペルニクスが太陽中心の体系を編み出す時に用いたと想像されている。また、中世のインドの天文学でも盛んに用いられている。
ただし、アポロニオスの貢献の度合いについては、解釈に若干の幅がある。また、彼の活動した時期はバビロニア天文学が本格的に流入する以前であり、理論の性質、例えばどの程度定量的な議論があったかなどは、よくわからない。

## 著書
- アポッロニオス『円錐曲線論』ポール・ヴェル・エック 仏訳、竹下貞雄 和訳、大学教育出版、2009年1月。ISBN 978-4-88730-880-0。